# Dandé
Dandé è un dipartimento del Burkina Faso classificato come comune, situato nella provincia di Houet, facente parte della Regione degli Alti Bacini.
Il dipartimento si compone del capoluogo, Dandé (11 600 abitanti) e di altri 4 villaggi: Bakaridougou (2 489 ab.), Kogodjan (2 331 ab.), Koreba (1 667 ab.) e Lanfiera-Coura (2 862 ab.).